# 松本家の休日
『松本家の休日』（まつもとけのきゅうじつ）は、朝日放送テレビ（ABCテレビ）で2014年10月10日（10月9日深夜）から2021年3月21日（3月20日深夜）（JST）まで放送されていたバラエティ番組（関西ローカル）。松本人志（ダウンタウン）の冠番組。

## 概要
松本は『摩訶不思議 ダウンタウンの…!?』以来約21年ぶりの在阪テレビ局制作の関西ローカル番組、および朝日放送テレビ制作番組のレギュラー出演であり、松本の関西ローカルでの単独出演は当番組が初めてとなる。出演者の松本、宮迫、たむらが東京で飲んでた時に「大阪で半年後くらいに、ふわっとした番組やりたいなぁ」と話したと聞きつけた吉本興業が、朝日放送テレビに働きかけたのが番組誕生の由来である。
放送終了時点では、テレビ朝日を除く全てのテレビ朝日系列など、全国25局で放送されていた。『ナイトinナイト』の番組とは異なり独立局での放送やネット配信はされていなかった。
内容は、架空の家族「松本家」が大阪を中心とする関西で、1万円を使って遊んだりグルメを堪能するというもので、松本は「お母ちゃん」、宮迫は「お父ちゃん」、たむらは長男の「けんじ」、構成作家のさだは妹の「さだ子」として出演。基本的に一つの企画につき2～3週に分けられ、1週目の冒頭は、松本家のリビングのセットで、家族会議の名目でフリートークをしながら、行き先と1万円の使い道を話し合い、実際に遊び（ロケ）に出る。2週目以降は前回の続きから始まる。
お母ちゃんが持つ1万円の入った財布は、番組開始当初はビニール製の花柄のがま口長財布を使っていたが、松本が若手時代にアルバイトしていたスナックのママと再会した際、ママが松本にプレゼントとしてワニ柄の黒い財布をプレゼントし、更にママが松本の持っている花柄の財布を欲しがる。そこで松本は、その財布をあげる代わりに、ママからプレゼントされたワニ柄の財布を番組で使うことを提案し、以降はワニ柄の財布を使っている。
お金が余ると、貯金として蓋付きのガラス瓶の中にプールされる。このお金は所持金が足りなくなった時に使ったり、競馬や競艇企画で最初の1万円プラス貯金を注ぎ込み、所持金を増やす時に使う。番組の最終回が決まった際は貯金が約10万円になっており、その貯金を優勝賞金として最終回3回前の2021年2月29日放送分から1回前の2021年3月14日放送分の3回に亘ってトーク企画「松-1グランプリ」が行われ、おいでやすこが、インディアンス、オズワルドの3組が出演した。
2018年8月11日放送分からは、たむら曰く「辻のおっちゃん（辻史彦番組プロデューサー）」から、最初はお試しという形で「打ち出の小槌」が支給される。小槌のスイッチを入れてから振ると電気ショックが流れ、同時に白・青・赤の棒（白と青の棒が2本、赤がの棒が1本の計5本）のいずれか一本出て来て、白は1000円、青は3000円、赤は5000円が番組から追加で支給される。翌週の8月18日放送分では、電気ショックが出っ放しになって壊れた打ち出の小槌の代わりに1万円しか出ないおみくじが出され、1回やる代わりに番組最強とされるスタンガンタイプの電気ショックのおもちゃを2個繋げた電気ショックを受ける。更に2019年9月7日放送分からは、新たなアイテム「ビリビリおみくじ」が支給される。黒ひげ危機一髪を改造した物で、4つの穴が開いた金色の樽に金額（3000円、5000円、10000円）の書かれた六角柱のサイコロがセットされ、樽にコードで繋がっている電極の付いた4本の剣がある。松本家のメンバーが1人ずつ穴に剣を刺すが、4つの穴の内1つに電流が流れる当たりがあり、当たりに刺すと電流が流れ、同時に六角柱のサイコロが飛び出して転がり、出た目の金額が支給される。同年9月21日放送分では穴の数が5つとなり、4人が最後まで当たりを選ばなければ「スーパービッグレボリューション」としてボーナス1万円が支給される。
松本の相方で、松本と共通の思い出がある浜田雅功の名前が度々出てくる事があり、松本は浜田の事を「浜田のおっちゃん」と呼んでいる。これに対して宮迫は相方の蛍原徹の話をする時には「（お父ちゃんの知り合いの）おかっぱさん」と呼んでいる。
番組内のBGMは、主に松本が大ファンだった山口百恵の曲。度々、企画の内容とリンクした歌詞の曲がチョイスされていることもある。
2016年10月9日（10月8日深夜）から日曜日未明（土曜日深夜）へ放送時間帯が移動。朝日放送テレビでは、土曜日や日曜日の15・16時台に再放送するケースが多くなったが、今回の時間帯変更を大いに利用し、10月1日の16:55から17:25では、2015年7月24日（23日深夜）の放送回を再放送し、10月8日の15:55 - 16:55には『傑作選』として、2015年8月14日（13日深夜）・21日（20日深夜）に放送した「鶴橋でハラミますねん」が放送。

### 番組の終了
2021年2月21日（20日深夜）放送回の冒頭にて、2021年3月21日（20日深夜）の放送（通算300回）をもって本番組が終了することが松本から発表された。制作局の朝日放送テレビからは、新型コロナウイルス感染症の流行による影響で、『1万円で、関西の街をブラブラする』という番組コンセプトの継続が難しくなり、『松本家』の本来の魅力を最大限に出せなくなったため、番組を終了することとなった旨のコメントが発表された。

## 出演者

### 松本家
- お母ちゃん - 松本人志
  - 松本家のメイン。尼崎市出身。数十年ぶりに帰ってきた関西のすべてが新鮮で、さまざまなことに興味を持ち、感動している。食べることが大好きで、旺盛な食欲を見せている。絶叫系のアトラクションが苦手で、子供向けのアトラクションでも大絶叫する。
  - 松本は初回以来カツラで女装していたが、近年は使用せず、自毛のまま出演している。ただし、女性ものの衣服やつっかけ、イヤリングや口紅は欠かさない。
  - 2019年12月15日放送分で下の名前が「ひと子」で、お父ちゃんとは初婚でなく、けんじを連れての再婚であることが明らかとなった。
- お父ちゃん（二代目） - 蛍原徹
  - 2019年7月28日放送分から宮迫の後任として登場[注 8]。衣装と眼鏡とカツラは初代のお父ちゃんとほぼ同じ。宮迫と入れ替わっていることをけんじから突っ込まれるが、お母ちゃんの松本と共に入れ替わりを否定するボケをかまし続けた。あだ名が「ホトちゃん」である事から「お父ちゃん」ならぬ「ホトうちゃん」と呼ばれている。
- 兄 - たむらけんじ
  - 松本家の長男で、通称「けんじ」。学生帽を被っていることから、おそらく中学生。出かける場所を決める、マップを作るなど、企画はけんじが考えている。電気ショックのおもちゃが苦手で、ことあるごとにお母ちゃんとお父ちゃんから電気ショックを受けさせられる。電気ショックのみならず、ことあるごとにお母ちゃんとお父ちゃんから無茶振りを強いられるなど、ひどい仕打ちに遭うことも少なくない。
  - 2019年12月15日放送分で、お母ちゃんの元旦那（くっきー!おじさん）との間に生まれた連れ子であったことが明らかとなった。
- 妹 - さだ（構成作家）
  - 松本家の末っ子で、通称「さだ子」。年齢は8歳だがハイボールを愛好。「さだ子、8歳！」と言うギャグがあるが、大抵はスベる。外出先では写真担当で、使い捨てカメラでさまざまな写真を撮る。電気ショックに強く、けんじに化け物扱いされている。なぜかプライベートでは、お母ちゃんと生活のほとんどを共にする。

#### 過去の出演者
- お父ちゃん（初代） - 宮迫博之
  - 松本家の婿養子。茨木市出身。年中、フィッシングベストを愛用している。グルメ企画で「胃袋は宇宙」など、ことあるごとに大口を叩くが、実際は口だけでお母ちゃんを失望させている。高所と絶叫系のアトラクションが苦手で、ことあるごとに駄々をこねている。ロケで気に入った所があると、後日プライベートで行くことがある。
  - 2019年7月7日放送分冒頭の松本家のリビングのシーンにて、実は雨上がり決死隊の宮迫博之である事がお母ちゃんより明かされる。後述の謹慎処分の他、頭髪はカツラ、眼鏡が伊達眼鏡である事も暴露された。
  - 2019年7月19日に制作元である朝日放送テレビから、吉本興業とのタレント契約解除発表に伴い番組降板が正式発表された。[3]

### ゲスト出演者
- 陣内智則 - けんじの同級生で優等生の「陣くん」
- 中岡創一（ロッチ） - ご近所さんの「中岡のオバチャン」
- 藤本敏史（FUJIWARA） - お父ちゃんの勤めるネジ工場の同僚「藤本のオッチャン」
- 木村祐一 - お母ちゃんの姉「キム姉」
- 宮川大輔 - お父ちゃんの勤めるネジ工場の後輩「大輔のオッチャン」
- ベッキー - お父ちゃんの行きつけの料理屋の女将「ベッキーさん」
- カンニング竹山 - 松本家の近所の酒屋さん「竹山のオッチャン」
- 後藤輝基（フットボールアワー） - 近所の鶏肉屋さん「後藤のオッチャン」
- 高橋茂雄（サバンナ） - けんじが一番可愛がっている後輩「高橋くん」
- くっきー!（野性爆弾） - お母ちゃんの元旦那「くっきー!おじさん」
- ロッシー（野性爆弾）- お母ちゃんの元旦那の子供「ロッシーくん」
- 劇団ひとり - 前の家で飼っていた犬「ひとり」
- ケンドーコバヤシ - 近所のスーパーの店長「コバヤシさん」
- 中川家 - 隣に住んでいる「中川家のおばちゃん」

その他のゲスト
- 子安裕樹（ヘンダーソン）
- ジェット菅原（サンドロップ）
- 大須賀健剛（セルライトスパ）
- キンニクキンギョ（富田和秀・川畑尚志）
- クロスバー直撃（前野悠介・渡邊孝平）
- 飯めしあがれこにお
- ムラムラタムラ
- 西川かの子
- 周平魂（ツートライブ）
- ダブルアート
- 和田友徳（ヘッドライト）
- 守谷日和
- 松井・やなぼう（人間っていいな）
- 福田（マイスイートメモリーズ）
- てつじ（シャンプーハット）
- もりやすバンバンビガロ
- プードル（メラちゃん・英吉）
- 須藤渓（ウォンテッド）
- 宗安（チェリー大作戦）
- おいでやす小田
- 見取り図（盛山晋太郎・リリー）
- ニューヨーク（嶋佐和也・屋敷裕政）
- プラス・マイナス（兼光タカシ・岩橋良昌）
- しげみうどん（キャタピラーズ）
- 門野鉄平（パーフェクト・ダブル・シュレッダー）
- おいでやすこが（おいでやす小田・こがけん)
- インディアンス（きむ・田渕章裕）
- オズワルド（畠中悠・伊藤俊介）

## 放送リスト
| 1  | 2014年10月10日 | 1万円で水上バスに乗って絶品シュウマイを食べに行こう! | 大阪城港                                                    |
| 2  | 2014年10月17日 | 1万円で水上バスに乗って絶品シュウマイを食べに行こう! | 日本橋・インスタントラーメンやかん亭さくら                  |
| 3  | 2014年10月24日 | 1万円で水上バスに乗って絶品シュウマイを食べに行こう! | 日本橋・一芳亭本店                                          |
| 4  | 2014年11月7日  | 遊園地に行くで!                                      | 枚方公園・一力食堂                                          |
| 5  | 2014年11月14日 | 松本ついに絶叫マシンに!                              | ひらかたパーク                                              |
| 6  | 2014年11月21日 | 今日は京都に行くどす                                 | 阪急電車 梅田〜河原町（実際は正雀から貸切電車をチャーター） |
| 7  | 2014年11月28日 | 続・京都へ行くどすえ                                 | お好み焼き屋「味乃家」                                      |
| 8  | 2014年12月5日  | 悲しみの京都・完結編どすえ                           | 喫茶シンセツ・祇園花月                                      |
| 9  | 2014年12月12日 | バーベキューか?ラーメンか?                           | 信貴山のどか村（奈良県）#1                                  |
| 10 | 2014年12月19日 | おかんvsオバケしいたけ                               | 信貴山のどか村 #2                                           |

| 11 | 2015年1月9日   | 和歌山ラーメンツアーやで                                 | 井出商店                                                                                      |
| 12 | 2015年1月16日  | 和歌山ラーメン10杯食べますねん                           | ラーメン㋑・グリーンコーナー・麺屋ひしお                                                      |
| 13 | 2015年1月23日  | 松本母ちゃん 尼崎に帰る                                  | 尼崎競艇場 #1                                                                                 |
| 14 | 2015年1月30日  | 競艇で一攫千金！神が一家に舞い降りる!?                   | 尼崎競艇場 #2                                                                                 |
| 15 | 2015年2月6日   | 故郷・尼崎で思い出の店を探すんやで！                     | 三和本通商店街                                                                                |
| 16 | 2015年2月13日  | 黒門市場へ・・・家で鍋しますねん                         | 黒門市場 #1                                                                                   |
| 17 | 2015年2月20日  | お母ちゃんの異常な食欲                                   | 黒門市場 #2                                                                                   |
| 18 | 2015年2月27日  | お父ちゃんのぺぺたま                                     | スタジオ収録                                                                                  |
| 19 | 2015年3月6日   | 石切さんでデンボ取るねん                                 | 石切大仏・参道商店街                                                                          |
| 20 | 2015年3月13日  | よもぎのフルコースじゃい〜                               | 石切神社・参道商店街・占い                                                                    |
| 21 | 2015年3月20日  | 名店ギョウザの旅でありんす                               | 大東市 餃子の丸正                                                                             |
| 22 | 2015年3月27日  | スターが来る餃子店でサプラーーーイズ                     | 北新地 天平・中崎町 洞魔麗                                                                    |
| 23 | 2015年4月3日   | 20年ぶりにアレを吸いたいの                               | なんば千日前 千とせ                                                                           |
| 24 | 2015年4月10日  | 家族対抗ボウリング大会                                   | 千日前ファミリーボウル                                                                        |
| 25 | 2015年4月17日  | サプラーーイズ！ポテサラって、そういう事か！             | RAGDOLL 千日前店・心斎橋 桧之川                                                               |
| 26 | 2015年4月24日  | お母ちゃんの恥ずかCM見つけましてん                       | 京橋駅界隈                                                                                    |
| 27 | 2015年5月1日   | 京橋はどえらいトコだっせ                                 | 京橋グランシャトービル・居酒屋とよ                                                            |
| 28 | 2015年5月8日   | またお父ちゃんが嘘ついた                                 | 堺 銀シャリ屋 ゲコ亭 #1                                                                       |
| 29 | 2015年5月15日  | 消えた米炊き仙人・・・からの絶叫！                       | 堺 銀シャリ屋 ゲコ亭 #2・関西サイクルスポーツセンター #1                                      |
| 30 | 2015年5月22日  | 宮迫お父ちゃん、こんな事になって本当にゴメンなさい       | 関西サイクルスポーツセンター #2                                                               |
| 31 | 2015年5月29日  | お母ちゃんの大親友、河太郎と涙の再会                     | スタジオ収録                                                                                  |
| 32 | 2015年6月5日   | みやタコ・・・それは、カリとろタコ焼きなのやで           | スタジオ収録                                                                                  |
| 33 | 2015年6月12日  | 取材絶対ＮＧ！幻ラーメン店                               | 茨木 バニーファミリー・麺や紡                                                                 |
| 34 | 2015年6月26日  | カオス！宮迫の実の妹現る                                 | 茨木 みや蛸です本店・十三 くそオヤジ最後のひとふり・中崎町 総大醤・天五 ストライク軒          |
| 35 | 2015年7月3日   | 潮干狩りへレッツラゴー！                                 | ホテル北野プラザ六甲荘・第二神明道路 明石SA                                                   |
| 36 | 2015年7月10日  | 勇気を出して初めてのマテ貝                               | 新舞子海水浴場                                                                                |
| 37 | 2015年7月24日  | 鶴橋でハラミますねん                                     | 鶴橋駅前商店街 #1                                                                             |
| 38 | 2015年8月14日  | オモニたちの美味しい誘惑                                 | 鶴橋駅前商店街 #2・よあけ食堂                                                                 |
| 39 | 2015年8月21日  | 「卓球勝ちたいんや！鶴橋ハラミやっと完結」               | ビリヤード 日之出倶楽部・焼肉ホルモン 空                                                      |
| 40 | 2015年8月28日  | 「神戸でお紅茶飲むザマス」                               | 西宮 ムレスナティーハウス #1                                                                  |
| 41 | 2015年9月4日   | 「神戸でスイーツ食べるザマス」                           | 西宮 ムレスナティーハウス #2・芦屋 メツゲライクスダ・三宮 イスズベーカリー・新開地 喫茶エデン |
| 42 | 2015年9月11日  | 「嗚呼、青春のさんさんタウン」                           | 塚口さんさんタウン #1（塚口さんさん劇場・SHOES SALON ナカガワ・ジュエリーマリーベル #1）      |
| 43 | 2015年9月18日  | 「さんさんタウンの思ひ出ラーメンは今！？」               | 塚口さんさんタウン #2（ジュエリーマリーベル #2・屋上(通常は非公開)・北海ラーメンすすき野）    |
| 44 | 2015年9月25日  | 「麻婆豆腐が～クルーーー！」                             | 福島 醤じゃん(jan jan)・北新地 善道 #1                                                        |
| 45 | 2015年10月2日  | 「こんな麻婆・・・ウチ・・・初めてどす・・・」           | 北新地 善道 #2・福島 中華菜オイル・心斎橋 まんねん・新町 ラヴィリンス                         |
| 46 | 2015年10月9日  | 「けんじ、松田優作にタイマン」                           | 松屋町 おばや #1                                                                              |
| 47 | 2015年10月16日 | 「鴨とジェンガの松屋町」                                 | 松屋町 おばや #2・人形の桃秀 #1                                                               |
| 48 | 2015年10月23日 | 「駄菓子がオイシオイシね～」                             | 松屋町 人形の桃秀 #2・藤田商店                                                                |
| 49 | 2015年11月6日  | 「大阪駅前ビル・・・それは大人の遊宴地」                 | 梅田 交通趣味ギャラリー・古書もっきりや                                                       |
| 50 | 2015年11月13日 | 「深夜にこんな映像見せてしまってゴメンなさい（母より）」 | 梅田 うどん棒・パブ＆グリル パサディナダイナー                                                |
| 51 | 2015年11月20日 | 「本日はラーメンにオムライス・・・食欲は無限なり」       | 梅田 ゲーセンZERO・麺屋7.5Hz（梅田店は、zの後に+）・RED RIVER・徳田酒店                       |
| 52 | 2015年11月27日 | 「いま奈良が熱いっ！」by疑惑のけんじ                     | 生駒山上遊園地 #1                                                                             |
| 53 | 2015年12月4日  | 「生駒の山上で止めてと叫ぶ」                             | 生駒山上遊園地 #2                                                                             |
| 54 | 2015年12月11日 | 「奈良ラーメン食べるど！」                               | 生駒山上遊園地 #3・福智院町 玄・富雄 ラーメン家みつ葉                                         |
| 55 | 2015年12月18日 | 「焼きソバ大会なのよ～っ」                               | なんば 味乃家・だん #1                                                                        |
| 56 | 2015年12月25日 | 「鉄板神あらわる！」                                     | なんば だん #2・谷九 funao・今里 長谷川                                                       |

| 57  | 2016年1月8日   | 「パンの聖地へゴー！ゴゴー！」                     | 吹田 岸部北 Le Sucre Coeur                                   |
| 58  | 2016年1月15日  | 「犬？猫？それとも・・・？ペットを買うど！」       | 千里丘 ピーアンドリュクス・江坂 マルショウ                   |
| 59  | 2016年1月22日  | 「ヒャッハー！競馬で一攫千金！」                   | 阪神競馬場 #1                                                |
| 60  | 2016年1月29日  | 「当たってもた！こうなったら億狙いじゃい～！」     | 阪神競馬場 #2・小林（おばやし） 戸田酒店                     |
| 61  | 2016年2月5日   | 「インスタントラーメンの聖地へ行くど！」           | 池田 インスタントラーメン発明記念館 #1                       |
| 62  | 2016年2月12日  | 「チキンラーメンを作ろう」                         | 池田 インスタントラーメン発明記念館 #2                       |
| 63  | 2016年2月19日  | 「伝説の板スパが・・・一夜限りの復活ゥゥゥ！！」   | スタジオ収録                                                 |
| 64  | 2016年2月26日  | 「消えたわらじカツを追え！」                       | スタジオ収録                                                 |
| 65  | 2016年3月4日   | 「そうだ・・・十三に行こう」                       | 十三 喜八洲総本舗・とんかつの大富士 #1                       |
| 66  | 2016年3月11日  | 「沈黙のセーガルちゃん」                           | 十三 とんかつの大富士 #2・合気道天心道場                     |
| 67  | 2016年3月18日  | 「禁断のハラミ・オンザ・チャーハン」               | 十三 焼肉 請来軒                                             |
| 68  | 2016年3月25日  | 「ドキがムネムネするよ。中崎町」                   | 中崎町 中華料理 八番・CAFE QUEEN #1                          |
| 69  | 2016年4月1日   | 「ごめんね、中崎町」                               | 中崎町 CAFE QUEEN #2                                         |
| 70  | 2016年4月8日   | 「お母ちゃんの危険な流し打ち」                     | 中崎町 梅田バッティングドーム                                |
| 71  | 2016年4月22日  | 「宮迫お父ちゃんの実家でお花見しよ！」             | 茨木 りんた・ぬか太郎・美乃幸・手作り惣菜どい                |
| 72  | 2016年4月29日  | 「宮迫お父ちゃんの実家でお花見ー1グランプリ！」    | 茨木 ナカヤ酒販・餃子の王将阪急茨木駅前店                    |
| 73  | 2016年5月6日   | 「謎の缶詰、いただきマンモス」                     | 東心斎橋 mr.kanso東心斎橋店・宮田麺児 #1                     |
| 74  | 2016年5月13日  | 「すすったるねん」                                 | 東心斎橋 宮田麺児 #2・オスカル玉屋町店                       |
| 75  | 2016年5月20日  | 「崖登る母、また泣く父」                           | なんば グラビティリサーチなんば・心斎橋 中華バルうさぎ食堂   |
| 76  | 2016年5月27日  | 「天神橋のスナイパー」                             | 天神橋 一銭屋・立川マイト                                    |
| 77  | 2016年6月3日   | 「灼熱小籠包でベローン」                           | 裏天満 上海食亭・八尾蒲鉾店 #1                               |
| 78  | 2016年6月10日  | 「裏天満で、ねりねりね～り！」                     | 裏天満 路上マジシャン・八尾蒲鉾店 #2・天井桟敷               |
| 79  | 2016年6月17日  | 「カレーなる一族」                                 | 九条 いずみカリー                                            |
| 80  | 2016年6月24日  | 「ゴーカート行きま・・・」                         | 九条 アアベルカレー・ニンニクラーメン天洋                    |
| 81  | 2016年7月1日   | 「開幕！京都ラーメンダイカイ」                     | 東塩小路 新福菜館                                            |
| 82  | 2016年7月8日   | 「確変突入！妖怪ナンボデーモ」                     | 東塩小路 第一旭・丹波口 あいつのラーメンかたぐるま           |
| 83  | 2016年7月22日  | 「バルス！京都にラピュタ降臨」                     | 一乗寺 極鶏 ・壬生 セアブラノ神                              |
| 84  | 2016年8月5日   | 「ドローン・・・禁じられた遊び」                   | スタジオ収録※次世代おもちゃダイカイ                          |
| 85  | 2016年8月19日  | 「お母ちゃんの超魔術」                             | スタジオ収録※おしゃべりマジックショー                        |
| 86  | 2016年8月26日  | 「絶対に食べたいトンカツがソコにはある」           | 八尾 とんかつマンジェ                                        |
| 87  | 2016年9月2日   | 「けずってけずって何でしょう？」                   | スタジオ※台湾風かき氷 / なんば ゲームゲーム？                |
| 88  | 2016年9月9日   | 「貝賊王におれはなる！」                           | 座裏 PIENO・貝賊                                             |
| 89  | 2016年9月16日  | 「こんな回が、あってもええやん・・・」             | 座裏 天天酒家・蓄音堂                                        |
| 90  | 2016年9月23日  | 「大事なお話があります。母より」                   | 住之江競艇場 #1                                              |
| 91  | 2016年9月30日  | 「さよならのかわりに・・・100万円当てるねん」      | 住之江競艇場 #2・住之江 丹波屋                               |
| 92  | 2016年10月9日  | 「引越しましてん。どうぞよろしう」                 | 福島 三く                                                    |
| 93  | 2016年10月16日 | 「続・引越し記念つけ麺ダイカイ～！」               | 玉出 かしや・鶴見 鶴麺                                       |
| 94  | 2016年10月23日 | 「禁断の燻製バーベキュー」                         | 西九条 ラムー此花店 #1                                       |
| 95  | 2016年10月30日 | 「カップ焼きそばを燻製にしたら・・・？」           | 西九条 ラムー此花店 #2・舞洲オートキャンプ場 #1              |
| 96  | 2016年11月6日  | 「やってはいけない燻製が・・・でけてしもた・・・」 | 舞洲オートキャンプ場 #2                                      |
| 97  | 2016年11月13日 | 「いきあたりばったり中津」                         | 中津 中津商店街（ンケリコ）#1                                |
| 98  | 2016年11月20日 | 「ケリコだぜ～中津」                               | 中津 中津商店街（ンケリコ）#2・いこい食堂                    |
| 99  | 2016年11月27日 | 「知れば知るほど尼がスキ～」                       | 尼崎市役所 ・阪神尼崎駅界隈                                  |
| 100 | 2016年12月4日  | 「尼崎で初めてのチュウ」                           | 阪神尼崎 穂乃香・尼崎市民体育館                              |
| 101 | 2016年12月11日 | 「肉肉肉ッ！肉中島南方」                           | 西中島南方 塊肉酒場LOVE&29・らーめんKING #1                  |
| 102 | 2016年12月18日 | 「麻婆豆腐だよ～！アリーナッ！」                   | 西中島南方 らーめんKING #2・餃子の248                        |
| 103 | 2016年12月25日 | 「こんなウチにも、サンタがキターーーッ！」         | スタジオ※クラシックファミコン / 西中島南方 ねぎ焼 和（かず） |

| 104 | 2017年1月8日   | 「爆笑袋とじ㊙未公開トークなんだぜ～」          | スタジオ収録未公開シーン                                                                                      |
| 105 | 2017年1月15日  | 「絶対引くなよ・・・これが・・・松ザップだ」    | 堀江 Club GINO #1                                                                                             |
| 106 | 2017年1月22日  | 「これが初公開・・・地獄の松ザップだ！」        | 堀江 Club GINO #2・Oh! oui oui coffee                                                                         |
| 107 | 2017年1月29日  | 「カップ焼きそば食べ比べダイカイ」              | スタジオ収録 ※ペヤング6種・UFO梅こぶ茶味・一平ちゃんショートケーキ味                                          |
| 108 | 2017年2月5日   | 「危険な福袋」                                  | スタジオ収録 ※おもちゃダイカイpart2                                                                           |
| 109 | 2017年2月12日  | 「センベロ・・・それは千円でベロベーロ」        | JR野田駅界隈                                                                                                  |
| 110 | 2017年2月19日  | 「地獄谷に小雪…」                               | 野田 くじ引きのお店・野田湯浅蒲鉾・お好み焼き こうふく・茶居珈 #1                                             |
| 111 | 2017年2月26日  | 「ミス地獄谷の濃厚サービス」                    | 野田 茶居珈 #2・ほしぼし・冥土BĄR                                                                             |
| 112 | 2017年3月5日   | 「SWITCHがキターーー！」                        | スタジオ収録 ※お母ちゃん&お父ちゃん新幹線で大激怒・SWITCH（ボクシング・乳搾り・ソーダ・ジョイコン回し）       |
| 113 | 2017年3月12日  | 「ドキがムネムネ新世界」                        | 新世界 中華「香港」#1                                                                                         |
| 114 | 2017年3月19日  | 「のぼったるねん通天閣」                        | 新世界 中華「香港」#2・通天閣                                                                                 |
| 115 | 2017年3月26日  | 「シビれるぜ、豚まん」                          | スタジオ※けんじ作詞家デビュー？ / 新開地 春陽軒・真正ボクシングジム #1                                        |
| 116 | 2017年4月2日   | 「長谷川穂積vsお母ちゃん」                      | 新開地 真正ボクシングジム #2                                                                                  |
| 117 | 2017年4月9日   | 「食いつくすよ桃谷」                            | 桃谷 兼商・和ヌードル鈴七 #1                                                                                  |
| 118 | 2017年4月16日  | 「こんなところにコラおじさん」                  | 桃谷 和ヌードル鈴七 #2・金屋・成田商店 #1                                                                     |
| 119 | 2017年4月23日  | 「今夜から30分早くなりましてん 母より」         | 桃谷 成田商店 #2・福一・中華食堂 北京                                                                         |
| 120 | 2017年4月30日  | 「ぶらり～阪神電車で途中下車の旅～」            | 阪神電車 福島～大物 ・阪神大物駅界隈                                                                          |
| 121 | 2017年5月7日   | 「どうしたダイモツ」                            | 大物 居酒屋いまいち・大物食品・そば処竹生                                                                     |
| 122 | 2017年5月14日  | 「ハイになるぜよ、ハイハイタウン」              | スタジオ※バースデーけんじ100% / 上本町ハイハイタウン こおち・おでんバルtakehiro #1                            |
| 123 | 2017年5月21日  | 「上本町で綾瀬はるかクイ～～ズ！」              | 上本町ハイハイタウン おでんバルtakehiro #2・大瓶小町・蜜玉 #1                                                 |
| 124 | 2017年5月28日  | 「上本町の中心でけんじが叫ぶ」                  | 上本町ハイハイタウン 蜜玉 #2・赤毛のネェネェ                                                                  |
| 125 | 2017年6月4日   | 「美女のため、テンション30%増量でお送りします」 | 京町堀 煮炊き屋みとん                                                                                         |
| 126 | 2017年6月11日  | 「けんじが紗理奈とヨリ戻す？」                  | 京町堀 豆庵・堀江 夢叶縁・京橋 上海ママ料理                                                                   |
| 127 | 2017年6月18日  | 「赤ウインナー最強説」                          | スタジオ※陣内結婚キューピットはお父ちゃん / 北新地 石川さゆり・心斎橋 綾のおかん                              |
| 128 | 2017年6月25日  | 「忘れたの・・・？8年前のコト」                 | 空堀 nim.・玉造 テキ亭                                                                                        |
| 129 | 2017年7月2日   | 「そうだ、沖縄へ行こう」                        | 大正 沢志商店・マルトミ食堂 #1                                                                                |
| 130 | 2017年7月9日   | 「マキシマム！豚ホルモン」                      | 大正 マルトミ食堂 #2・宮城ホルモン店・沖縄居酒屋おもろ #1                                                     |
| 131 | 2017年7月16日  | 「けんじ、猛毒ハブと闘う」                      | スタジオ※夏はどうする、松本家？ / 大正 沖縄居酒屋おもろ #2・PIER34 ※クルージングで朝日放送へ                  |
| 132 | 2017年8月13日  | 「みなさんにお中元どす」                        | 蔵出しトークダイカイ※宮迫、福岡徘徊・マスク歯科医の正体・家族でCM・けんじ花粉症・お年玉事情・デリカシーない奴 |
| 133 | 2017年8月20日  | 「祝！復活十三ションベン横丁」                  | 十三しょんべん横丁 （大瓶小町）・（請来軒）・珍牛                                                             |
| 134 | 2017年8月27日  | 「十三のダメだしおじさん」                      | 十三しょんべん横丁 十三屋大光・（ビリヤード平和）・十三トリス                                                 |
| 135 | 2017年9月3日   | 「ポロリもあるでよ箕面」                        | スタジオ※お父ちゃん謝罪スタート・ハワイのたむらの店でアメリカ人絶叫 / 箕面 みのお温泉スパーガーデン天空の湯   |
| 136 | 2017年9月10日  | 「それが西川家のやり方か！」                    | 箕面 牧落 箕面ビール・坊島 スントゥブOKKI                                                                     |
| 137 | 2017年9月17日  | 「とろ～り！チーズダイカイ」                    | スタジオ※ツイッターでのけんじ＆さだ子の評判 / 梅田 Bruno ・（法善寺）                                         |
| 138 | 2017年9月24日  | 「あいつと食べた思ひ出カツ丼」                  | スタジオ※グランピング予告 / 法善寺横丁 喝鈍・新世界 ハレル                                                    |
| 139 | 2017年10月1日  | 「お母ちゃんスカイウォーカー」                  | 三木 ネスタリゾート神戸 #1                                                                                    |
| 140 | 2017年10月8日  | 「グランピングでBBQ」                           | 三木 ネスタリゾート神戸 #2                                                                                    |
| 141 | 2017年10月15日 | 「味が落ちてしまった中華料理店を救え」          | スタジオ※4年目に突入！・大阪吉本若手芸人の悩み相談 #1                                                         |
| 142 | 2017年10月22日 | 「篠原涼子にプロポーズしたら」                  | スタジオ※ 大阪吉本若手芸人の悩み相談 #2                                                                       |
| 143 | 2017年10月29日 | 「お待っとさん！塚本ラーメンダイカイ～」        | スタジオ※ 遅刻けんじに出だしからビリビリマシーン / 塚本 ヨドガワベース                                        |
| 144 | 2017年11月5日  | 「塚本ラーメンGP～逆襲の油そば」                | 塚本 醤油と貝と麺そして人と夢・たんろん                                                                       |
| 145 | 2017年11月12日 | 「塚本の味噌ラーメンマン」                      | 塚本 創作らーめん style林・麺処飯田屋                                                                         |
| 146 | 2017年11月19日 | 「秘伝の継ぎ足しタレ大会」                      | お初天神 八栄亭                                                                                               |
| 147 | 2017年11月26日 | 「一子相伝のハヤシライス」                      | 南船場 うさみ亭マツバヤ・黒門市場 末廣軒                                                                      |
| 148 | 2017年12月3日  | 「競馬で勝って、カニ食べいこう!」               | 京都競馬場 #1                                                                                                 |
| 149 | 2017年12月10日 | 「お父ちゃんの秘め事・・・」                    | 京都競馬場 #2・淀 居酒屋里                                                                                    |
| 150 | 2017年12月17日 | 「どんなトコ？寺田町」                          | スタジオ※島木譲二エピ・お父ちゃんまた食欲宇宙!? / 寺田町 まるきた・ランバージャック                           |
| 151 | 2017年12月24日 | 「寺田町歌合戦」                                | 寺田町 たま天・カラオケ居酒屋 歌麿 / スタジオ※ さだ子明太子事件                                               |

| 152 | 2018年1月14日  | 「お年玉の爆笑未公開トーク」                    | スタジオ※ M-1の裏側で思わぬ事件が!?・芸能人が使うSNS必殺術・お母ちゃん誕生日㊙サプライズ・続 さだこ明太子事件・伯方の塩選手権 |
| 153 | 2018年1月21日  | 「お母ちゃんが愛し、ブチ切れた店」              | スタジオ※ 今年の運勢ランキング&性癖を当てるベット占い / 堀江 安兵衛 #1 |
| 154 | 2018年1月28日  | 「堀江のマンションでそんな事を・・・」          | 堀江 安兵衛 #2 |
| 155 | 2018年2月4日   | 「初めての相方・・・モリオカと再会」            | 京橋 中国料理 華門 |
| 156 | 2018年2月11日  | 「酔っ払いガニ、食べ行こう」                    | （姫路港）・（家島界隈）・水田鮮魚店 |
| 157 | 2018年2月18日  | 「酔っ払いガニ・・・ついに降臨」                | 家島・割烹料理 志みず |
| 158 | 2018年2月25日  | 「全国の美味いモンお取り寄せダイカイ」          | スタジオ※さだこ顔パンパン・けんじ仮想通貨問題・香川クロワッサン餃子・香住あなごの甘辛干し |
| 159 | 2018年3月4日   | 「最強のハンバーーーグ！」                      | スタジオ※お父ちゃん前乗り・おネエにもモテたいの？・信号無視する大阪人・広島ゴーダキングのホルモンバーグ・八代目儀兵衛銀シャリ＆越前蟹味噌バター・静岡モンマルシェ鮪トロ缶・ちんちん侍ゲーム |
| 160 | 2018年3月11日  | 「ウマーーーー！お取り寄せラーメン」            | スタジオ※石川モンスター椎茸 のとてまり・へーモニカゲーム・京都 日本最強ラーメン かしわ汁そば・ちんちん侍ゲームⅡ |
| 161 | 2018年3月18日  | 「揚げたるねん」                                | 新世界 だるま総本店（ #115 放送予定分の解禁） |
| 162 | 2018年3月25日  | 「麻婆－1グランプリ2018」                       | 福島 六徳 恒河沙 |
| 163 | 2018年4月1日   | 「仁義なき、マーボー師弟対決」                  | 新町 酒中花 空心・西天満 エスサワダ #1 |
| 164 | 2018年4月15日  | 「敗者復活マーボーは？」                        | 西天満 エスサワダ #2・中崎町 馬鹿坊 |
| 165 | 2018年4月22日  | 「お母ちゃんがさらわれた。」                    | 西九条（カラオケステージ カサブランカ）・亀萬 |
| 166 | 2018年4月29日  | サブタイなし（西九条編 part2）                  | 西九条 （三太）・樹楽・（田むら）・ハラミ家こっくん |
| 167 | 2018年5月6日   | 戦慄のどんちゃん                                | 西九条 大黒・せぞん・呑ませ亭 |
| 168 | 2018年5月13日  | ベタですが・・・あべのハルカス                  | スタジオ※たむけんvs宮迫母いまだ抗争中 / 天王寺 あべのハルカス#1 |
| 169 | 2018年5月20日  | 地上300m断崖絶壁鬼高スリル エッジ・ザ・ハルカス | 天王寺 あべのハルカス#2・アベノ珉珉 |
| 170 | 2018年5月27日  | 「松本ゴリラVSゴリラ」                          | スタジオ※エロDVD激怒裁判 / EXPOCITY VS PARK #1 |
| 171 | 2018年6月3日   | 「出た！エキスポチョレイ！                      | EXPOCITY VS PARK #2 |
| 172 | 2018年6月10日  | 「お母ちゃんの前前前世」                        | スタジオ※お母ちゃんのスマホ / 船場 CAFE Loadestone |
| 173 | 2018年6月17日  | 「魁！そばうち塾」                              | 船場 そば専科 植田塾 |
| 174 | 2018年7月1日   | 「世界よ・・・これがスマスイだ！」              | 須磨 須磨海浜水族園 #1 |
| 175 | 2018年7月8日   | 「ビリビリッ！電気ウナギ」                      | 須磨 須磨海浜水族園 #2・？（完全取材拒否焼き肉店） |
| 176 | 2018年7月29日  | 「夏のお中元どす。笑うておくれやす」            | 未公開トーク集※そっくり過ぎるダウンタウン・過激ファンへの対処法・新幹線グリーン車問題・「ネコのうんちん」でたむけんビリビリ・けんじと紗理奈・vs大食い巨大リクガメ・vs800V電気ウナギ続編・さだ子ヘルパー2級 |
| 177 | 2018年8月12日  | 「ビリビリ小槌と法善寺横丁」                    | 法善寺横丁 味鳥 |
| 178 | 2018年8月19日  | 「法善寺の中心でギャーと叫ぶ」                  | 法善寺横丁 三平・誠太郎 |
| 179 | 2018年8月26日  | 「米朝師匠に捧ぐ」                              | スタジオ※さだこのサイコパス的深層心理 / 法善寺横丁 洋酒の店 路 |
| 180 | 2018年9月2日   | 「好きどす・・・わらび餅」                      | スタジオ※お母ちゃん五十肩？・ものまねボイス大相撲・ドキドキ建設・ビリビリショックボックス・わらび餅のお味は？ |
| 181 | 2018年9月9日   | 「京都・餃子の乱」                              | 四条大宮 餃子の王将1号店・祇園 ぎょうざ歩兵 |
| 182 | 2018年9月16日  | 「その餃子・・・茹でるな危険」                  | 東山 マルシン飯店・九条 ミスターギョウザ |
| 183 | 2018年9月23日  | 「初めまして、陣くん」                          | スタジオ※お母ちゃん誕生パーティー・ノーギャラOKアピール陣内登場・東京で鬼人気のカレーパン・けんじ卒業？・お母ちゃんへの苦情・芸能界の男に抱かれるなら誰？・抱くならどの動物？・陣内第一子の名付け親はお母ちゃん・古今東西で名前決めよう |
| 184 | 2018年9月30日  | 「嘆きの中岡オバチャン」                        | スタジオ※近所のロッチ中岡オバチャン登場・お土産は食べさしの『気仙沼旨味帆立とコラーゲンのXO醤』・許せない芸人…我が家坪倉（地獄の合コン＆会計問題）・とんでもないわがまま月亭方正（先輩差し置いて寝る＆お母ちゃんちの洗面所でチ●コ洗う＆酷い路駐して揉めてるのに微動だにせず＆なんでんかんでん）・坪倉（あん肝一気食い）・方正（評判の焼きそば一切食べない）・愛すべき後輩キム＆宮川大輔 |
| 185 | 2018年10月7日  | 「鉄壁の男、フジモン」                          | スタジオ※お父ちゃんのネジ工場の同僚フジモン登場・「つるつる入ってくるのう」＆「テッペキーン」・お父ちゃんの恫喝で女芸人失禁・ドンキのアダルトコーナーで・宮迫エピパクリ疑惑・恐怖宮迫＆ビビり藤本・「ドイツ大喜利」でも、けんじの才能窮地に |
| 186 | 2018年10月14日 | 「なにわのキャッツアイ」                        | スタジオ※ビンビン薬がスゴイ / 天満 ZEN |
| 187 | 2018年10月21日 | 「女難の…！？」                                 | 天満 勝手に焼き肉・スナックサチ子 |
| 188 | 2018年10月28日 | 「まさか！？オールスター夢の競演…」             | スタジオ※肝試しに行こか・お父ちゃん&お母ちゃん&さだこの怖い話 / 緑橋 君夕子の店・ものまねパブアラジン |
| 189 | 2018年11月11日 | 「オサレだね！新町」                            | スタジオ※さだこの更年期障害・けんじの大喜利 / 新町 ピッツェリアダティグレ |
| 190 | 2018年11月18日 | 「新町はペロリア～ン」                          | 新町 バリバリビューティー・時の葉・歩エフユー |
| 191 | 2018年11月25日 | 「拝啓、ペロリーマン」                          | スタジオ※予算3万にして風俗バラエティーやろう / 本町 青空blue |
| 192 | 2018年12月2日  | 「催眠術かかりました」                          | 本町 ワインちゃん瓦町路地・牛たん炭火焼吉次・炉ばたワコー |
| 193 | 2018年12月9日  | 「ドSの仕事人参上」                             | スタジオ※新幹線アナウンス、京都なのに・・・「名古屋です」・中国人鍼灸師蔡先生登場 |
| 194 | 2018年12月16日 | 「手に入れろっ！幻ラムネッ！」                  | 生駒 イコマ製菓本舗 |
| 195 | 2018年12月23日 | 「松本サンタのプレゼント」                      | けんじvs中岡大喜利対決・けんじの東京㊙タイム・さだこ四国問題 / 生駒 トリカジイッパイ |

| 196 | 2019年1月6日   | 「海坊主の憂鬱」                                                             | スタジオ※和牛、M-1 7位やった / 裏なんば アンケラソ |
| 197 | 2019年1月13日  | 「5分150円で天国へ」                                                         | 裏なんば GB＆M・ベジン |
| 198 | 2019年1月20日  | 「こんなところにウィルスミス」                                               | スタジオ※万博アンバサダーのお母ちゃんから一言・架空の楽屋挨拶ゲーム / 裏なんば （喫茶 穴）・Shi43屋 |
| 199 | 2019年1月27日  | 「祝200回！フグ食べにいこう」                                                | 阪神競馬場 #1 |
| 200 | 2019年2月3日   | 「奇跡のドゥーン」                                                           | 阪神競馬場 #2 |
| 201 | 2019年2月10日  | 「初めまして、キム姉」                                                       | 京都 護王神社 丸太町 ナグネコプテギ |
| 202 | 2019年2月17日  | 「焼きそば神in京都」                                                         | スタジオ※ハワイカラオケ地獄の2コーラス目 / 一乗寺 一乗寺あじひろ |
| 203 | 2019年2月24日  | 「30年ぶりの再会」                                                           | 北白川 おおきに屋 |
| 204 | 2019年3月3日   | 「モンスターふぐを捕獲せよ」                                                 | うずの丘大鳴門橋記念館・福良 若男水産 #1 |
| 205 | 2019年3月10日  | 「おばけフグを食うべし食うべし」                                             | 福良 若男水産 #2・季節料理 まえ川 |
| 206 | 2019年3月17日  | 「お母ちゃん、尼崎城へ」                                                     | スタジオ※スーパー割引を待つさだ48歳独身・松本家からプレゼント / 尼崎城 #1 |
| 207 | 2019年3月24日  | 「城とラーメンと尼崎」                                                       | スタジオ※脳トレゲーム対決 / 尼崎城 #2・らーめん専門 和海 |
| 208 | 2019年4月7日   | 「祝４９歳ハピバ！大輔のおっちゃんがやって来たで」                           | スタジオ※お父ちゃんのネジ工場の後輩、大輔登場・俺のマネすんな・ファッションリーダー大輔・青空レストラン焼きそば・さだに腐った麻婆ナス・さだこのエッチビデオ・野良犬事件・大輔＆さだ、東京で遭遇・どんぐりころころ馬場チョップ合戦 |
| 209 | 2019年4月14日  | 「大輔のおっちゃんとベッキーさん」                                           | スタジオ※お父ちゃん行きつけ料理屋の女将ベッキー登場・陰でゴリラ呼ばわり・お父ちゃん例の事件の裏側・大輔のイタい口パク動画・渋谷のエッグタルト・ベッキーの新婚生活・何歳までカッコつけてるの？・1回だけご飯行った時に・楽屋挨拶に行くべき芸能人は？・ダウンタウン10年不仲だった・けんじは天才？・けんじからベッキーへのビリビリ            |
| 210 | 2019年4月21日  | 「新婚ベッキーさん→竹山のオッチャン・・・アカン・・・アカンて！」            | スタジオ※酒屋の竹山のオッチャン登場・粗相でお父ちゃんビリビリ・宮迫竹山ハワイ仲間・ココナッツオイルマッサージでお父ちゃん悶絶・かき氷店オーナー竹山大儲け・福岡柚子いか明太子・竹山真剣相談「芸能人は遊んじゃダメなの？」・お母ちゃん提案「年イチで芸能人不倫の日」・お母ちゃん＆竹山ローションぶっちゃけ話・あのア〇ル姉さんは何処に？・ |
| 211 | 2019年4月28日  | 「チンチン電車で堺へGO！」                                                   | 阪堺電車(恵美須町～宿院)・宴会貸切列車でGO・イヤミのシェーダイカイ・アゲアゲ若手宴会芸人ダイカイ #1 |
| 212 | 2019年5月5日   | 「チンチン電車で堺へGO！～伝説の焼き肉編～」                                 | 阪堺電車(宿院～浜寺駅前)・アゲアゲ若手宴会芸人ダイカイ #2・鳳 生ホルモン処おさむちゃん #1 |
| 213 | 2019年5月12日  | 「堺で伝説グルメ2連発や！～焼き肉＆天ぷら」                                  | 鳳 生ホルモン処おさむちゃん #2・天ぷら大吉 |
| 214 | 2019年5月19日  | 「涙でそうや・・・お父ちゃん・・・令和に昭和レトロの空堀商店街・・・いくで」 | ※さだこのけんじ誕生日プレゼントは女性モテ確実TPOスマホケース / ハヤブサの一番小さいヤツw・仮装行列か？・くせ者揃いwの空堀商店街・宇治茶園・丸与岡田商店 |
| 215 | 2019年5月26日  | 「令和に昭和レトロの空堀商店街▽おしどり夫婦アツアツお好み焼き」              | 空堀商店街 鉄板焼ことみ・冨紗家 |
| 216 | 2019年6月2日   | 「世界のUSJに初上陸！！遊ぶで！本気やで！全力やで！」                        | ユニバーサルスタジオジャパン #1（ミニオンパーク・JAWS） |
| 217 | 2019年6月9日   | 「魔法界で・・・ワオ！」                                                     | ユニバーサルスタジオジャパン #2（ウィザーディングワールドオブハリーポッター・ジュラシックパークザライド） |
| 218 | 2019年6月16日  | 「関西人が・・・超ハマる！？幻ソースが・・・あるときー！！」                 | 東住吉 石見食品工業所「ヘルメスソース本舗」 |
| 219 | 2019年6月23日  | 「幻ソースに一番合うもの決定戦！」                                           | ※さだこの年齢にまつわる話 / 駒川商店街（天寅・河内屋・名家食品・心輝水産）・成駒家 |
| 220 | 2019年7月7日   | 「・・・お父ちゃんおらへん！」                                               | スタジオ※「お父ちゃん、宮迫やってん」・宮川のオッちゃん登場・大車輪てつぼう君・閃き頭で解くパズルクイズ |
| 221 | 2019年7月14日  | 「じめじめ梅雨ムード・・・ブッ飛ばしたる！！」                               | スタジオ※「あなたを漢字75文字で表します」・「新・人狼ゲーム ワードウルフ」・ご当地レトルトカレーダイカイ （大阪・仁丹の食養生カレー＆鹿児島・甘酒カレー＆静岡・やきとりカレー＆新潟・バスセンターのカレー＆長崎・牛テールカレーGorotto）                                                                                                  |
| 222 | 2019年7月28日  | 「おかえり！お父ちゃん！」                                                   | スタジオ※新幹線シートをフルで倒すハゲおやじ・「お父ちゃん帰ってきた」けど、何か違う・ほとうちゃんとちゃうで！・本物はビリビリに強い・1発ギャグの修行してきた・これで世間出たら、ザワつくで～！・いつもの決め台詞が言えない・次回は肥後橋＆本町ネオってるラーメンダイカイ                                                                  |
| 223 | 2019年8月11日  | 「大阪肥後橋でネオってる!ラーメンダイカイwithネオお父ちゃん」                | 肥後橋 抱きしめ鯛・田中の中華そば |
| 224 | 2019年8月18日  | 「ラーメンうまい・・・うまい・・・うますぎるーーッ！by父」                   | 本町 ラパス・やまなからーめん |
| 225 | 2019年8月25日  | 「今日はまったり愛酒の日」                                                   | スタジオ※AD貯金くすねとる・長編！さだ子のすべらない話・おもちゃ「拳闘士」・824は愛酒の日・環状線シリーズ11弾「玉造」・お金が増えるヤバい新兵器、来週登場 |
| 226 | 2019年9月1日   | 「大阪環状線シリーズ・・・今日はちょい呑みタウン『玉造』へ」                 | 玉造 やすきよ |
| 227 | 2019年9月8日   | 「玉造で悶絶・・・最強おでん」                                               | 玉造 関東煮きくや |
| 228 | 2019年9月15日  | 「レスキュー長岡京！！」                                                     | 長岡京 風来坊（Agaro） |
| 229 | 2019年9月22日  | 「京都市となりに日本一！？・・・すごいやん長岡京」                           | 長岡京 Unir・済公亭 |
| 230 | 2019年9月29日  | 「大阪イチ怪しいってよ・・・・・ミッテラかいかん」                           | スタジオ※さだこは女の子ではありません・新しいポスターどうしょう？・さだこのすべらない話第2弾 / 心斎橋 三ツ寺会館 |
| 231 | 2019年10月6日  | 「アメリカ村・・・三ッ寺会館・・・もぐる・・・ヤバい」                       | 三ツ寺会館（ NICE・絵本BARガブ #1 ） |
| 232 | 2019年10月20日 | 「でぃーぷ大阪…三ツ寺会館…さだこぉぉぉ!」                                    | 三ツ寺会館（ 絵本BARガブ #2・（桃色宇宙）・うのたけ・SIXNINE ) |
| 233 | 2019年10月27日 | 「これはハートスランプ！緊急事態や！                                         | スタジオ※緊急撮って出しノーカット家族会議・何でナイトスクープ局長引き受けたん？・ギャラナンボか知らんねん・こっちの収録早く出来ない理由・視聴者からの質問「酔ってキスした彼女に告白したい」・「さだこが好き。どこで会える？」・「さだこの秘密」・「お父ちゃんが死ぬまでに絶対したいこと（性の願望）」                                     |
| 234 | 2019年11月3日  | 「鶴見緑地で四百円ゴルフ・・・ちゃ～しゅ～め～ん!」                          | スタジオ※みんなTE●GA使ってる？ / 鶴見緑地パークゴルフ #1 |
| 235 | 2019年11月10日 | 「お母ちゃんフルスイング・・・ナイッショーー！!」                            | 鶴見緑地パークゴルフ #2 |
| 236 | 2019年11月17日 | 「仁義なきゴルフ対決のあと・・・絶品ハンバーーーーグ！!」                    | 鶴見緑地パークゴルフ #3・ビッグボーイ 鶴見茨田浜店 |
| 237 | 2019年11月24日 | 「祝5周年！関西の幻グルメでホムパ！後藤のおっちゃんも」                      | スタジオ※おうちでパーティー・「松本家」誕生秘話・関東＆関西テレビ局１つだけ選ぶなら？・串カツだるま＆ヘルメスソースの夢コラボ・デザートはレインボーラムネ！・ 近所の鶏肉屋、フットボールアワー後藤のオッチャンが六本木「呼きつねのいなり寿司」持参で登場                                                                                  |
| 238 | 2019年12月1日  | 「祝5周年に・・・告白しますねお母ちゃんごめん」                              | スタジオ※後藤のオッチャンのちょいズレモノマネ芸・後藤ノン後藤ゲーム・円形ハゲだった・松本マジ娘＆自宅㊙話・昔の一軒家での秘め事・けんじの後輩サバンナ高橋登場・しげお謎お予告・後藤流ルパン三世プレイバック |
| 239 | 2019年12月8日  | 「謎解き＆聖水サバンナ高橋あかん・・・今夜はあかーん！!」                    | スタジオ※高橋くんサウナ聖地しきじ水持参・水風呂嫌いのけんじに聖水で克服？・知られざるお母ちゃんの交友関係・難解高橋謎クイズ・混沌襲来!? |
| 240 | 2019年12月15日 | 「混沌のくっきー」                                                           | スタジオ※ お母ちゃんの最初の旦那くっきー＆謎の子ロッシー登場！・けんじの幼児アルバム公開・けんじがくっきーパパに言ってた明言集・変顔でいきなりチャー！・ロッシーゲーム「チェリーさん頑張れ！」 |
| 241 | 2019年12月22日 | 「この日のためにお父ちゃんと再婚したんやで」                                 | 年末恒例「競馬」で大勝負！・お父ちゃん今年900万的中・当たれば岐阜の2つ星ジビエ料理に / 阪神競馬場 #1 |
| 242 | 2019年12月29日 | 「競馬！！2019の総決算！！」                                                 | スタジオ※2019年の自己採点・自転車の「虫」久々に聞いた・円広志＞菅田将暉・けんじは年末骨折も90点・局長就任のお母ちゃんは70点・お父ちゃんはプラマイゼロ / 阪神競馬場 #2 |

| 243 | 2020年1月12日  | 「熱ウマ！！シビ辛ダイカイ」                                       | スタジオ※「5G」って知ってる？ / 南森町 中国郷菜館 大陸風 |
| 244 | 2020年1月19日  | 「絶句！大阪シビ辛グルメ」                                         | 西天満 肉カレー千葉屋・日本橋 無限麻辣湯 |
| 245 | 2020年1月26日  | 「せんべろ天国！天下茶屋」                                         | スタジオ※松本家＜フォトぶら・お父ちゃん52歳誕生日で貫禄出るプレゼント？・年末年始松本母と蛍原父の㊙プライベート・全員傷つけたお年玉事件 / 天下茶屋界隈 |
| 246 | 2020年2月2日   | 「ザ・大阪ハシゴ酒！天下茶屋でガチャ飲み」                         | 天下茶屋 酒解・餃子の酒場マイケル |
| 247 | 2020年2月9日   | 「激安ガチャ飲みのススメ・・・大阪・天下茶屋」                     | 天下茶屋 さくら お立ち呑み処ひとみ |
| 248 | 2020年2月16日  | 「オモ天王寺ウラ天王寺」                                           | スタジオ※新ポスター完成・お父ちゃん「ほな行こか」が下手過ぎる・お母ちゃんの局長セリフもぎこちない / 天王寺界隈（歯無し男女現る）・てんしば・noborun! #1 |
| 249 | 2020年2月23日  | 「オモ天王寺で番組史に残る衝撃映像！」                             | 天王寺 noborun! #2 |
| 250 | 2020年3月1日   | 「ウラ天王寺㊙ハラミ肉」                                           | 天王寺 ろばた焼き新力・焼肉つるや |
| 251 | 2020年3月8日   | 「京都で魅惑カレー中華どす」                                       | スタジオ※ションベン近くて映画見れない・思い出しトレーニングで脳活性化 #1 / 四条大宮 京一本店 |
| 252 | 2020年3月15日  | 「キム姉と京都㊙グルメ」                                           | スタジオ※思い出しトレーニング #2・けんじ正解バラしてお母ちゃん大激怒 / 新京極 スタンド |
| 253 | 2020年3月22日  | 「京都で山椒ぴりり・・・電撃はびりり」                             | スタジオ※さだこ"49歳"プレゼントの中身・最近、兄妹仲悪い？ / 三条 とり粋 |
| 254 | 2020年3月29日  | 「大阪とろり天津飯ダイカイ」                                       | スタジオ※お父ちゃんのR-1舞台裏・お母ちゃんのR-1ダメ出し感想w / 福島 OIL(2回目) |
| 255 | 2020年4月5日   | 「大阪㊙テンシンハーン！」                                         | 北新地 RAKUSUI・兎我野町 まるい飯店 |
| 256 | 2020年4月12日  | 「大阪！超！裏！天津飯！！」                                       | スタジオ※けんじ＆紗理奈YouTubeデビュー・面雀式YouTube動画タイトル作れ / 南森町 中華菜 香味 |
| 257 | 2020年4月19日  | 「M-1戦士の断末魔」                                                | スタジオ※松本家にインターホン・気になった用件の人だけ入室可能・ニューヨーク「本気でお母ちゃんに嫌われてるのか？」・リズムネタお母ちゃんの採点は？・お母ちゃん「この番組に浜田班入れたないねんw」 |
| 258 | 2020年4月26日  | 「㊙儲かる話・・・びたーん！！」                                   | スタジオ※プラスマイナス岩橋「絶対に流行るタルタルフィッシュサンドビジネス」けんじ「原価なんぼ？」で撃沈・兼光たむけんモノマネ・松本家も絶対できるモノマネ・けんじ「喋れる犬」「藤波辰爾の息遣い」・お父ちゃんの「麒麟田村」・お母ちゃんの「オール巨人」 |
| 259 | 2020年5月3日   | 「ピン芸王になりたいんや」                                         | スタジオ※5年連続ファイナリストおいでやす小田「どうしたらR-1で優勝できますか？」・NGKトイレで初対面の松本母「お前オモロイな」・視聴者票ゼロ・蛍原父、嫁と娘は「全然おもんない」・毎年松本母の絶賛本当か？・←を世間は何故知らない？・R-1審査員もしてください・誰1人抜くんや？・次回R-1後に松本ツイート「今日のおいでやす・・・」                                |
| 260 | 2020年5月10日  | 「おうちてうちうどんなう」                                         | スタジオ※「ちゅるちゅる～」キャタピラーズしげみうどん・手打ち茹で汁ネギ無し絶品うどん・冷水でシメると大変身・揃う寸前のルービックキューブ持ってきたパーフェクトダブルシュレッダー門野・3手で完成キューブ持参・15×15キューブで超絶アート |
| 261 | 2020年5月17日  | 「おかえりお父ちゃん特別編」                                       | 2019年7月7日・2019年7月28日放送分の一部編集（けんじ＆さだこのリモート回想つき） |
| 262 | 2020年5月24日  | 「美味ラーメン全部みせ」                                           | リモート※けんじ、お母ちゃん出題「写真で一言」で素人にdisられる / 永久保存版！今まで食べたラーメン＆つけ麺ダイカイ 全部見せ75杯 / 百恵BGM♪横須賀ストーリー・いい日旅立ち・シュルードフェロー・しなやかに歌って・たそがれ祭り・I CAME FROM 横須賀・惜春通り・新しい地図                                                                                         |
| 263 | 2020年5月30日  | 「ニンゲン関係ダイカイ」                                           | リモート※けんじ＆さだこ / 兄の座をガチで狙ってる陣くん、お母ちゃんの飲み会トークがしょうもない(2018/9/23)・(1)大輔のオッチャン野良犬事件 (2)自作エッチビデオ(2019/4/7)・くっきーおじさんと謎の少年ロッシー君(2019/12/15) / リモートにくっきー乱入 |
| 264 | 2020年6月7日   | 「お母ちゃんのお姉ちゃんは・・・ディープ京都のグルメ通」           | リモート※けんじ＆さだこ / 後藤のオッチャンの秘め事告白(2019/12/1)・キム姉と巡る寺町通の「京極スタンド」(2020/3/15)・三条「とり粋」(2020/3/22)・次週、2か月ぶりに家族集合！ |
| 265 | 2020年6月14日  | 「2か月ぶり集合・・・お母ちゃん激ハマりゲーム」                    | スタジオ※2か月ぶり！家族集合・兄妹リモート収録は地獄でした・みんな家で何してた？・お母ちゃん「ずっと筋トレ」・お父ちゃん「毎日朝ごはん作ってた」・けんじ「彼女と別れて、ずっと孤独でした」「穏やかになりました」・さだこ「何の不自由も感じない」「100円ローソンと豆柴」・お母ちゃんドハマりの戦闘機スマホゲーム                                               |
| 266 | 2020年6月21日  | 「しりとりまんどりる」                                             | スタジオ※「渡辺篤史の建物探訪」撮りだめエグイ・お母ちゃん大喜利に寛平参戦・家族対抗「写真で一言」ダイカイ・家族で遊べるスマホゲームダイカイ・松本家vs全国の猛者オンライン対決「限界しりとり」 ・お母ちゃん「まんどりるって何や？」 |
| 267 | 2020年6月28日  | 「トムハンクスにも謝れ！！」                                       | スタジオ※エージェント契約したけんじへ誕生日プレゼントbyさだこ・ナンパゲーム「ナンパッション」・「美男美女診断」・「正体隠匿ゲーム」・次回予告大阪最強カレーダイカイ |
| 268 | 2020年7月5日   | 「大阪No.1カレー食べ比べ」                                         | 本町 白銀亭・ボタニカリー |
| 269 | 2020年7月12日  | 「父カタカナ母パニック」                                           | スタジオ※さだこ、雑誌「Meets」取材される・蛍原父のレアグッズ・松本母スマホゲームで課金・カタカナや英語禁止のカードゲーム「ボブジテン」・いきなり父とさだこ0点・サドンデスが泥仕合・次回「局長」が依頼!? |
| 270 | 2020年7月19日  | 「母がスクープに㊙依頼!?」                                         | スタジオ※けんじYouTubeデビュー話に蛍原父マジギレ・YouTube年収大物タレント編・「一人ごっつ」ネタしたお母ちゃんがYouTubeしたら？・置物もビックリ！局長自らまた依頼「肛門魂」？・座りションで起こる謎の現象・温水どれくらいまで入れる？・蛍原父と2歳娘、風呂場でハプニング ・自粛期間で7万貯金で会員制のお店（焼き鳥日本一の店＆高級韓国料理) / 天六 熊の焼鳥 #1 |
| 271 | 2020年7月26日  | 「会員制焼鳥チキナー！」                                           | 天六 熊の焼鳥 #2（会員制1万円コース：飲み物からスペシャル・「雲丹ムネ」「日本でここだけ！鶏刺し25種盛」「鶏皮の脂で燻す焼鳥7串」「熊のたまごかけ御飯」） |
| 272 | 2020年8月2日   | 「初めて食べたで・・・世界一のタッカンマリーゴールド」             | 北新地 天太（会員制韓国料理 2万円SPコース：入手困難生マッコリ・特製丸ごとキムチ・最高級ワタリガニ＆バフンウニ入り カンジャンケジャン・タッカンマリ(ダレ)＆スペシャルラーメン） |
| 273 | 2020年8月9日   | 「BUZZまみれ飯ダイカイ」                                           | いきなりお店スタート・シェア禁止助成金1万プラス / 梅田 焼賣大樓(焼売・ゴマまみれあんかけラーメン・ほうれん草まみれ焼飯）・北新地 トリュフ蕎麦わたなべ(無茶しよる！トリュフまみれ蕎麦) |
| 274 | 2020年8月16日  | 「GoToまみれ」                                                     | 北新地 Vin樹亭(焦がしチーズまみれお好み焼き)・さだこオリジナル「語呂合わせチンコロ」ゲーム・中之島 文世食堂(油かすまみれペペロンチーノ)・次回予告格安うなぎ |
| 275 | 2020年8月30日  | 「大阪でうなぎ釣れまんねん」                                       | スタジオ※「たむら肉どんぶり」跡地が麻婆豆腐の名店「醤じゃん」に・お父ちゃん騒動から1年・松本母コント収録中に浜田のオッチャンに叩かれて、ボールペン突き刺し事件・蛍原父めちゃイケ収録中に軟球が目に直撃事件・高級鰻4000円「木曽三川うなぎ」を釣って、1400円で食べよう / 日本橋 大阪屋 #1                                                                       |
| 276 | 2020年9月6日   | 「通天閣のふもとに眠る国宝」                                       | 日本橋 大阪屋 #2・新世界 レトロゲーセンザリガニ(ヒルクライマー・アフターバーナー2・グラディウス3) |
| 277 | 2020年9月13日  | 「おもちゃ日本一決定戦！令和のリカちゃんvs新感覚パニックゲーム」   | スタジオ※コロナ禍でイベント中止のおもちゃメーカー28社、122個のおもちゃエントリーから、家族で盛り上がる基準の5社が最終プレゼン・(1)マテル・インターナショナル「インキ―とドキドキ宝石ハンター」・(2)タカラトミー「リカちゃんイーツおとどけスクーター」 |
| 278 | 2020年9月20日  | 「お母ちゃんはすべらない」                                         | スタジオ※(3)アイデス株式会社「ニンジャスライダー」さだこ＆蛍原父が挑戦・(4)VAIO株式会社「おしゃべりコウペンちゃん」・(5)株式会社ビバリー「古今東西カードゲーム」お母ちゃん罰ゲームは " すべらない話 "・大賞は「(3)ニンジャスライダー」・次回「パクチーの変態」からの挑戦状                                                                                    |
| 279 | 2020年9月27日  | 「変態夫婦のパクチー革命」                                         | スタジオ※「お父ちゃんをパクチー好きにさせる」シェフからの招待状・ぐずるけんじ / 南船場 台湾食堂【パクチー好きになるSPコース：ビール・エビマヨ・炒飯・麻婆豆腐(けんじ覚醒？)・根っこの天ぷら】・次回「不気味な雑居ビル探検」 |
| 280 | 2020年10月4日  | 「ミナミの謎ビル探検隊」                                           | 番組7年目突入＆オンエア5分繰り上げ・リカちゃん公式からTwitterフォロー来た！ / 難波 千寿ビル #1 |
| 281 | 2020年10月11日 | 「奇妙な雑居ビル潜入調査・・・めだか師匠が世界で唯一食べるラーメン | 難波 千寿ビル #2 （小洞天「塩ラーメン＆一口餃子」・moppenn otomo「鬼モテ店主の洋食立ち飲み」男がモテる3か条） |
| 282 | 2020年10月18日 | 「雑居ビル地下・・・ピンク扉の秘密」                               | 難波 千寿ビル #3 （九州八豊「けんじおススメ大分郷土料理」・kokorisu 「地下アイドル・こりすの水着写真＆私物が当たる？」） |
| 283 | 2020年10月25日 | 「麻婆！餃子！炒飯！秋の中華大タイカイ」                           | (餃子)丸正餃子店 本店・マルシン飯店・ミスターギョーザ・ニュー北京(麻婆豆腐)善道エスサワダ・六徳 恒河沙・酒中花 空心(SPメニュー)茶酔楼時ノ葉・大陸風・無限麻・華門(天津飯)八番・まるい飯店・中国菜 香味 |
| 284 | 2020年11月1日  | 「劇団ひとり、犬になる」                                           | スタジオ※番組開始6周年！・さだこカメラ秘蔵写真大公開・蛍原父誕生＆志村最後のエピ・松本母「トップの芸人」とは？・前に飼ってた犬？劇団ひとり登場・ひとりナンパ疑惑・お土産「るうろう飯」 |
| 285 | 2020年11月8日  | 「劇団ひとりオススメ家電・・・なんやコレ！？」                     | スタジオ※「どれくらいのペースでイジッてる？」・お母ちゃんはステイホームで毎日2回・激推しオナホ家電「シンクロ」・近所のスーパー店長コバヤシさん登場・6周年記念でオナホールネタ炸裂・結婚について深刻な悩み |
| 286 | 2020年11月15日 | 「初耳！ダウンタウンのマジ貧乏」                                   | スタジオ※お土産プロテイン15g「1本満足バー」・松本母と蛍原父のマジ貧乏話・けんじvsケンコバ同期でガチ喧嘩・けんじの元カノが行方不明事件・隣の中川家のおばちゃんたち登場・大阪定番「ヒロタのシュークリーム」・けんじ元カノ続編「殺される」 |
| 287 | 2020年11月22日 | 「中川家19年越しの苦情！第1回M-1で起きた悲劇                       | スタジオ※若手時代怖かった先輩・菊水丸の無茶ぶり・礼二の挙式に革ジャンの剛・第7世代との接し方がわからない・M-1は見ない剛・第1回の異常過ぎた舞台裏・昔のピリピリ浜田伝説・次週ちょい見せ絶滅危惧ラーメン屋のチャーハン巡り |
| 288 | 2020年11月29日 | 「絶滅危機！？ラーメン屋さんのチャーハンを救え」                   | 大淀 らーめん伊藝・兎我野町 揚子江林記 |
| 289 | 2020年12月13日 | 「ラーメン屋さんのチャーハンが食べたいねん」                       | 南船場 濃厚中華そば よし田・天下茶屋 らーめんコーさん |
| 290 | 2020年12月20日 | 「今年最後の家族会議」                                             | スタジオ※さだこマスクしたまま乾杯・マジボケ交じりで2020年一大ニュース(さだこ：長年住んでた家取り壊し けんじ：爆笑！お尻に変なこぶ拝見 お父ちゃん：15年モノの鼠径部の脂肪こぶ お母ちゃん：CMオファー殺到 お父ちゃん：タクシー運転手がアライグマ・けんじ：初FRUSH取材)・来年1発目はパスタダイカイ                                                               |

| 291 | 2021年1月10日 | 「大阪パスタダイカイ」                                                  | スタジオ※ 祝2021年 神棚にガチ祈願 / 大阪駅前第3ビル ネスパ |
| 292 | 2021年1月17日 | 「大阪1位パスタつまみにカネトーク！最高月収いくら？」                   | 新町 麺匠パスタバカ一代(松本母と蛍原父のギャラ事情)・ |
| 293 | 2021年1月24日 | 「感情渦巻く！大阪環状線ダイカイ」                                      | 鶴橋 よあけ食堂(2015/8/14)・焼肉 空(2015/8/22)・野田 こうふく(2017/2/19)・ほしぼし(2017/2/26)・天満 天井桟敷(2016/6/10)・大正 マルトミ食堂(2017/7/9)・PIER34(2017/7/16)・京橋 グランシャトー(2015/5/1)・天王寺 noborun!(2020/2/16&23)・玉造 やすきよ(2019/9/1) / キム姉ホームパーティー予告 |
| 294 | 2021年1月31日 | 「キム姉ハウスにご招待！魅惑のテッパン料理」                            | キム姉宅でホームパーティー・蛍原父＆キム姉誕生日プレゼント(ゴルフスイング矯正器具&チコちゃん変声器)・ホットプレートで鉄板焼きコース料理(1)きゅうりの冷製 (2)椎茸のバター醤油焼き (3)コンソメスープとふわふわ卵 (4)ハムチーズ焼き・松本母＆キム姉お宝写真・ドラマ『伝説の教師』台本造り秘話 |
| 295 | 2021年2月7日  | 「マリオカートでビリはビリビリの巻」                                    | ホットプレートで鉄板焼きコース料理(5)アスパラ二色ソテー トリュフ塩目玉焼き添え(キム兄坊主頭スキンヘッドになったいきさつ＆結婚披露パーティー終了時点は未婚状態＆浜田のオッチャン誕生日会) (6)海老とカキ、マッシュルームソテー(M-1審査員松本人志のブレの無さ＆さだこが選ぶベスト審査員は誰？) (7)すき焼き風ステーキ(あれが漫才なのか？と書き込む奴ら何なん？) (8)フォアグラ丼にトリュフのせ・入手困難！最新マリオカート(蛍原父マリオvsけんじルイジ)・貴重映像キム姉ビリビリ地獄・細川カメラマン、ビリビリ片手に撮影できるか？ |
| 296 | 2021年2月21日 | 「お母ちゃんから大事な話」                                              | オープニング 第1回最初に訪問した「一芳亭」前 / スタジオ※松本母「お知らせがあります」けんじ「吉本辞めるの!?」・「4月から(⇒3月で)松本家終わるやんか」・番組開始から6年半、あと5回で最終話(300回)です・(コロナ禍で)1年以上街ぶら出来てない・ABCにクビ切られた⇒一番ギャラ安いの切った・ナイトスクープのギャラ全然違う・蛍原父は75回・「特番、年に4回？」奥田P「いや、ホントお願いします！」・おいでやすこが登場・さだこの別席「飛田のオバハンか」・M-1ファイナリスト集結、松本家4人を一番楽しませたコンビが優勝、『松-1グランプリ』開幕・審査項目(1)笑神ソード籤によるエピソードトーク (2)得意ワザ・優勝賞金はロケに行けなくて貯まった10万2842円・小田「ただのお笑い面接やないか！」・M-1ブレイク前の検索ワードが！・お母ちゃん票ゲットでマジカル優勝決定時に、2人で握手・こがけん絶賛のヒューマン中村 / (2)インディアンズ、(3)オズワルド登場 |
| 297 | 2021年2月29日 | 「【最終回まであと4回】おいでやすこが登場！すべらない話があるらしい」   | スタジオ※松-1グランプリ開幕・(1)「その時、奇跡が起こった」こがけん：ケチな叔父とタクシー・小田：家に来る悪魔ヌートリア・(2)小田：大声で言うほどではない日常のセリフ・こがけん：日本の曲を洋楽ロック風に歌う |
| 298 | 2021年3月7日  | 「【最終回まであと3回】インディアンズ告白・・・あなたのせいで僕たちは」 | スタジオ※松-1グランプリ・お母ちゃん＆けんじとの意外な関係・M=1トップバッターでお母ちゃんが90点・田渕の松本人志愛が炸裂・「僕はダウンタウンさんの負の遺産」DTと芸風が違う理由・きむ、M-1でのお母ちゃんの絶賛をもう一度・(1)「信じられない出来事」田渕：令和喜多みな実の野村さん・(2)田渕：替え歌ギャグ・きむ：ハーモニカ4択 |
| 299 | 2021年3月14日 | 「【最終回まであと2回】オズワルド困惑・・・M-1未解決事件」              | スタジオ※松-1グランプリ・オズワルド登場・お母ちゃんと会うのは年1回・巨人師匠とお母ちゃん88点＆評価がアメリカと中国くらい真逆・畠中、本番前にお母ちゃんとトイレで遭遇・(1)「納得いかない話」畠中：女子洗面所下の大便・伊藤：私の周りの変な人・(2)畠中：弾き語り「コンビニエンスマン」「松本さん」・結果発表：オズワルド優勝で田渕固まる |
| 300 | 2021年3月21日 | 最終回「また会う日まで」                                                | スタジオ※最初で最後の30分1本撮り・6年半 300回で最終回・数字で振り返る松本家・使ったお小遣い総額1,529,458円・入ったお店339(うち飲食店271)店舗・ラーメン96杯・さだこオリジナルゲーム数31ゲーム・けんじがスベった回数97＋今回3＝100回・ビリビリ合計65⇒けんじ39回中途半端でラスイチ・家族でビリビリ納め・ビデオレター(一芳亭主人・桧之木のママ・新世界のオッサン・ミス地獄谷・稲村尼崎市長・ネスタリゾートのぴよちゃん・USJキャスト＆ミニオン・ノボルンのインストラクター・幼馴染の森岡さん)・また会う日まで |

## 番組に関するトラブル
- 2017年3月26日（25日深夜）放送分は前週から引き続き大阪・新世界でのロケを放送することが予告されていたが、ロケで訪問していた串カツ店「だるま」の運営会社「一門会」の不祥事が放送前の同年3月14日に発覚したことを受け[4]、特にテロップなどで告知することなく放送を見合わせ（いわゆるお蔵入り）、神戸・新開地でのロケに急遽放送内容が変更された。その後、不祥事から1年経過した2018年3月18日（17日深夜）に放送された（詳細は放送リストを参照）。

- 2019年に発覚した闇営業問題では、お父ちゃん役で出演している宮迫が反社会勢力（詐欺師集団）からの金銭受領が確認され、2019年6月24日に吉本興業が宮迫の謹慎処分を発表したことを受け[5]、同年6月30日（29日深夜）の朝日放送テレビでの放送は休止となり、別番組『家事ヤロウ!!!』（当時、ローカルセールス枠で朝日放送テレビでは未放送）に差し替えられた[6]。翌週7月7日（6日深夜）放送分の冒頭でお母ちゃん役の松本人志より、当面は宮迫が番組を休演することが発表された。この回は当初の予定を変更し、お父ちゃんの勤めるネジ工場の後輩、大輔のオッチャンを演じる宮川大輔をゲストに迎え、スタジオにてゲーム・クイズ大会が放送された[7]。

- 朝日放送テレビは2019年7月17日に行われた定例会見にて、7月28日（27日深夜）放送分から宮迫の正式な代役を立てることを明らかにした[8][9]が、2日後の7月19日に宮迫と金塊強奪犯たちとの交際疑惑が写真週刊誌に報道され、吉本興業が宮迫との契約解除を発表したことに伴い、番組からの降板が決定した[3]。そして当日放送分の冒頭にて、宮迫の後任として雨上がり決死隊の相方である蛍原徹がお父ちゃんを演じることが発表された[10][注 8]。

## スタッフ
- 演出：並木慶（BACK-UP）
- ディレクター：下山航平（朝日放送テレビ）、久世恵太・植村文雄（よしもとブロードエンタテインメント）、泉貴晶・宇都宮伊織（バックアップメディア、宇都宮→以前はAD→一時離脱→復帰）、藤本能範（朝日放送テレビ、以前はAD）、松井大将（よしもとブロードエンタテインメント）
- 構成：さだ、里村仁志、山下貴
- CAM：細川貴史、寺岡憲一（以上よしもとブロードエンタテインメント）
- MIX：梶巻久仁彦（よしもとブロードエンタテインメント）
- タイトル・CG：仲里カズヒロ
- EED：和久田智世、中野佑未
- 音響効果：黒澤秀一
- 美術：佐々文章（朝日放送テレビ）
- 美術進行：伊藤祐太
- 衣装：平山健志
- 装身具：地村尚子
- 車両：中尾正伸、大森好行（フォレスト）
- メイク：堀洋子
- スタイリスト：大西千晴
- 技術協力：よしもとブロードエンタテインメント、チョコフィルム、Studio Nest
- 美術協力：クラフト、東京衣裳、京阪商会、ビーム、LEONKA（LE→以前は衣装協力）
- 犬：紀州佳孝荘
- 編成：横田瑠衣（朝日放送テレビ）
- 番組宣伝：川元寛之（朝日放送テレビ）
- デスク：立野亜紀（朝日放送テレビ）
- AD：孫貴志（一歩本舗）、吉野加椰、山本葵、蒲原啓太
- プロデューサー：奥田智、桒山哲治（朝日放送テレビ、奥田・桒山→2人共#214 - ）、肥後篤人（吉本興業）、今瀧陽介（バックアップメディア）
- 協力：バックアップメディア
- 制作協力：吉本興業
- 制作著作：朝日放送テレビ

### 過去のスタッフ
- ディレクター：大野祐司、南雄大（以上朝日放送テレビ）、谷村洋平（ロボッツ）、吉田昌平（以上よしもとクリエイティブ・エージェンシー）
- 構成：長谷川朝二
- EED：渡辺裕也
- 美術：奥井優佑（朝日放送テレビ）
- 装身具：中畑光貴
- 車両：中尾正伸、大森好行（フォレスト）
- 技術協力：Devotion、ロボッツ
- 美術協力：フォレスト
- 編成：佐々木真司、石田誠、石橋義史（以上朝日放送テレビ）
- 番組宣伝：阪本美鈴、川井真紀、渡邊亜希子、土肥繁葉樹、井上勤（以上朝日放送テレビ）
- デスク：楠本芳子、田村圭、服部八壽子、高岡めぐみ（以上朝日放送テレビ）
- AD：丸谷亜由美（Devotion）
- プロデューサー：辻史彦、田中和也（以上朝日放送テレビ、辻→#1 - 213まで）、田中裕樹、中村聡太、大谷重雄、金丸貴史（以上よしもとクリエイティブ・エージェンシー）、中澤晋弥（吉本興業）、松生藍（バックアップメディア）

## ネット局と放送時間
| 放送対象地域   | 放送局                   | 系列           | 放送時間                                 | 放送開始日                     | ネット状況 | 備考                |
| -------------- | ------------------------ | -------------- | ---------------------------------------- | ------------------------------ | ---------- | ------------------- |
| 近畿広域圏     | 朝日放送テレビ（ABC TV） | テレビ朝日系列 | 日曜日（土曜日深夜）0:10 - 0:40          | 2014年10月10日（10月9日深夜）  | 制作局     | [ 注 10 ]           |
| 福岡県         | 九州朝日放送（KBC）      | テレビ朝日系列 | 木曜日（水曜日深夜）1:20 - 1:50          | 2014年10月29日（10月28日深夜） | 遅れネット | [ 注 11 ]           |
| 中京広域圏     | メ〜テレ（NBN）          | テレビ朝日系列 | 月曜日（日曜日深夜）0:40 - 1:10          | 2015年6月30日（6月29日深夜）   | 遅れネット | [ 注 12 ] [ 注 13 ] |
| 青森県         | 青森朝日放送（ABA）      | テレビ朝日系列 | 日曜日（土曜日深夜）1:35 - 2:05          | 2015年1月10日（1月9日深夜）    | 遅れネット |                     |
| 静岡県         | 静岡朝日テレビ（SATV）   | テレビ朝日系列 | 金曜日（木曜日深夜）1:55 - 2:25          | 2015年4月3日（4月2日深夜）     | 遅れネット |                     |
| 長崎県         | 長崎文化放送（ncc）      | テレビ朝日系列 | 日曜日（土曜日深夜）0:45 - 1:20          | 2015年1月11日（1月10日深夜）   | 遅れネット |                     |
| 大分県         | 大分朝日放送（OAB）      | テレビ朝日系列 | 日曜日（土曜日深夜）0:45 - 1:20          | 2015年1月11日（1月10日深夜）   | 遅れネット |                     |
| 鹿児島県       | 鹿児島放送（KKB）        | テレビ朝日系列 | 日曜日（土曜日深夜）1:45 - 2:25          | 2015年1月18日（1月17日深夜）   | 遅れネット |                     |
| 山口県         | 山口朝日放送（yab）      | テレビ朝日系列 | 木曜日（水曜日深夜）0:45 - 1:15          | 2015年1月8日（1月7日深夜）     | 遅れネット |                     |
| 愛媛県         | 愛媛朝日テレビ（eat）    | テレビ朝日系列 | 日曜日（土曜日深夜）2:15 - 2:45          | 2015年1月11日（1月10日深夜）   | 遅れネット |                     |
| 熊本県         | 熊本朝日放送（KAB）      | テレビ朝日系列 | 日曜日（土曜日深夜）2:25 - 3:00          | 2014年11月23日（11月22日深夜） | 遅れネット |                     |
| 沖縄県         | 琉球朝日放送（QAB）      | テレビ朝日系列 | 日曜日（土曜日深夜）1:00 - 1:30          | 2015年2月16日（2月15日深夜）   | 遅れネット | [ 注 14 ] [ 注 15 ] |
| 山形県         | 山形テレビ（YTS）        | テレビ朝日系列 | 火曜日（月曜日深夜）0:50 - 1:20          | 2015年4月6日（4月5日深夜）     | 遅れネット | [ 注 16 ]           |
| 岩手県         | 岩手朝日テレビ（IAT）    | テレビ朝日系列 | 水曜日（火曜日深夜）0:50 - 1:20          | 2015年5月20日（5月19日深夜）   | 遅れネット |                     |
| 石川県         | 北陸朝日放送（HAB）      | テレビ朝日系列 | 金曜日（木曜日深夜）1:25 - 1:55          | 2015年7月7日（7月6日深夜）     | 遅れネット |                     |
| 新潟県         | 新潟テレビ21（UX）       | テレビ朝日系列 | 水曜日（火曜日深夜）0:50 - 1:25          | 2015年7月9日（7月8日深夜）     | 遅れネット | [ 注 17 ]           |
| 広島県         | 広島ホームテレビ（HOME） | テレビ朝日系列 | 日曜日（土曜日深夜）0:30 - 1:00          | 2015年12月8日（12月7日深夜）   | 遅れネット | [ 注 18 ]           |
| 香川県・岡山県 | 瀬戸内海放送（KSB）      | テレビ朝日系列 | 月曜日（日曜日深夜）1:15 - 1:45          | 2016年4月11日（4月10日深夜）   | 遅れネット | [ 注 19 ]           |
| 北海道         | 北海道テレビ（HTB）      | テレビ朝日系列 | 金曜日（木曜日深夜）1:28 - 1:58          | 2016年10月14日（10月13日深夜） | 遅れネット | [ 注 20 ]           |
| 秋田県         | 秋田朝日放送（AAB）      | テレビ朝日系列 | 日曜日 23:55 - 月曜日 0:25（日曜日深夜） | 2017年4月24日（4月23日深夜）   | 遅れネット |                     |
| 福島県         | 福島放送（KFB）          | テレビ朝日系列 | 水曜日（火曜日深夜）0:50 - 1:20          | 不明                           | 遅れネット |                     |
| 富山県         | 富山テレビ（BBT）        | フジテレビ系列 | 土曜日（金曜日深夜）1:00 - 1:30          | 2017年10月7日（10月6日深夜）   | 遅れネット |                     |
| 高知県         | 高知放送（RKC）          | 日本テレビ系列 | 水曜日（火曜日深夜）1:24 - 1:54          | 不明                           | 遅れネット |                     |

※上記の中には、宮迫の不祥事発覚後、2019年9月現在も一時打ち切って別番組を編成している局もあった。

### 過去のネット局
- 山陰中央テレビ（TSK・フジテレビ系列）土曜日（金曜日深夜）1:55 - 2:25 （2017年4月7日（4月6日深夜） - 不明）
- 東日本放送（KHB）- 日曜日（土曜日深夜）1:05 - 1:35（2015年6月21日（6月20日深夜）- 2020年6月28日（6月27日深夜））
- 長野朝日放送（abn）- 水曜日（火曜日深夜）1:20 - 1:50（2016年1月20日（1月19日深夜）- 2020年9月16日（9月15日深夜））

## DVD
| 発売日        | タイトル          | 放送年                                                                                               | 内容   | 内容 |
| ------------- | ----------------- | --- | ------ | --- |
| 2015年3月26日 | 松本家の休日1     | 2014年                                                                                               | DISC 1 | 日本橋/しゅうまい「水上バスで絶品しゅうまいを食べに行く!」(#1、#2、#3 ) 枚方/遊園地「久しぶりに家族でひらパーへ」(#4、#5) 京都/思い出「30年前に通った京都花月は今?」(#6、#7、#8) |
| 2015年3月26日 | 松本家の休日1     | 初回プレス盤限定 応募抽選特典:松本家のアメちゃん入れ                                                 |        | |
| 2015年9月30日 | 松本家の休日2     | 2014 - 2015年                                                                                        | DISC 1 | 奈良/バーベキュー「信貴山のどか村でバーベキュー」（#9、#10） 黒門市場/鍋&パスタ「１万円で食材探し 絶品！けんじ鍋＆ぺぺたま風、宮迫パスタ」（#16、#17、#18） |
| 2015年9月30日 | 松本家の休日2     | 2014 - 2015年                                                                                        | DISC 2 | 和歌山/ラーメンめぐり「絶品！和歌山ラーメン巡り」（#11、#12） 尼崎/思い出がいっぱい「競艇場でお金を増やそう＆松本お母ちゃん恋の思い出」（#13、#14、#15） |
| 2015年9月30日 | 松本家の休日2     | 特典映像:完全未公開!DVDでしか観られない松本家のウラ話                                                |        | |
| 2016年3月30日 | 松本家の休日3     | 2015年                                                                                               | DISC 1 | 餃子めぐり（#21、#22） ウラなんば「千とせ～ボウリング～猫カフェ」（#23、#24、#25） |
| 2016年3月30日 | 松本家の休日3     | 2015年                                                                                               | DISC 2 | ゲコ亭（#28、#29、#30） お家でたこ焼きダイカイ「懐かしおもちゃで遊ぼう」（#31、#32） |
| 2016年3月30日 | 松本家の休日3     | 特典映像:未公開スタジオトーク                                                                        |        | |
| 2016年9月28日 | 松本家の休日4     | 2015年                                                                                               | DISC 1 | 大阪ラーメン巡り（#33、#34） 潮干狩りへレッツラゴー!（#35、#36） |
| 2016年9月28日 | 松本家の休日4     | 2015年                                                                                               | DISC 2 | 鶴橋でハラミますねん（#37、#38、#39） 神戸でお紅茶飲むザマス（#40、#41） |
| 2016年9月28日 | 松本家の休日4     | 特典映像:未公開映像                                                                                  |        | |
| 2017年3月22日 | 松本家の休日5     | 2015年                                                                                               | DISC 1 | 尼崎‐塚口 青春の「さんさんタウン」（#42、#43） 大阪中華 ぜんぶ美味しい麻婆豆腐めぐり（#44、#45） |
| 2017年3月22日 | 松本家の休日5     | 2015年                                                                                               | DISC 2 | 松屋町 駄菓子 おもちゃの問屋街（#46、#47、#48） 大阪駅ビル レトロな地下街を満喫（#49、#50、#51） |
| 2017年3月22日 | 松本家の休日5     | 特典映像:放送することができなかった、宮迫お父ちゃんの未使用トーク                                    |        | |
| 2017年9月27日 | 松本家の休日6     | 2015年 - 2016年                                                                                      | DISC 1 | 生駒山上遊園地（#52、#53、#54） 焼きそばダイカイ（#55、#56） |
| 2017年9月27日 | 松本家の休日6     | 2015年 - 2016年                                                                                      | DISC 2 | 吹田（#57） 千里丘（#58） 阪神競馬場（#59、#60） |
| 2017年9月27日 | 松本家の休日6     | 初回プレス盤限定 応募抽選特典:松本家の『湯呑み』お父ちゃんver. 特典映像:未公開映像                   |        | |
| 2018年3月28日 | 松本家の休日7     | 2016年                                                                                               | DISC 1 | お母ちゃん思い出の味 「伝説の板スパ・わらじカツ・もりもりピラフ」（#63、#64） 十三 実は初めてのディープスポット（#65、#66、#67） |
| 2018年3月28日 | 松本家の休日7     | 2016年                                                                                               | DISC 2 | 中崎町 ナウくてヤングなレトロ街（#68、#69、#70） 東心斎橋-なんば ボルダリングに行こ!（#73、#74、#75） |
| 2018年3月28日 | 松本家の休日7     | 初回プレス盤限定 応募抽選特典:松本家の『湯呑み』けんじver. 特典映像:未公開映像                       |        | |
| 2018年9月28日 | 松本家の休日8     | 2016年                                                                                               | DISC 1 | 裏天満 魅惑のディープスポット（#76、#77、#78） 九条 ゴーカートに行くの?行かないの?（#79、#80） |
| 2018年9月28日 | 松本家の休日8     | 2016年                                                                                               | DISC 2 | 京都 超激戦区ラーメンめぐり（#81、#82、#83） 色んなおもちゃで遊ぼ! お母ちゃんカードマジックに挑戦!（#84、#85） |
| 2018年9月28日 | 松本家の休日8     | 初回プレス盤限定 応募抽選特典:松本家の『湯呑み』さだ子ver. 特典映像:未公開映像                       |        | |
| 2019年3月27日 | 松本家の休日9     | 2016年                                                                                               | DISC 1 | ウラシリーズ”第3弾!大阪ミナミの旧歌舞伎座裏に広がる「座ウラ」巡り!（#88、#89） 住之江競艇「“ボートレースの聖地"の異名を持つ住之江競艇で大勝負!100万円獲得を目指す!（#90、#91） |
| 2019年3月27日 | 松本家の休日9     | 2016年                                                                                               | DISC 2 | つけ麺ダイカイ （#92、#93） 燻製バーベキュー（#94、#95、#96） |
| 2019年3月27日 | 松本家の休日9     | 初回プレス盤限定 応募抽選特典:松本家の『豆皿』お母ちゃんver.                                         |        | |
| 2021年6月2日  | 松本家の休日FINAL | 2019 - 2020年                                                                                        | DISC 1 | 大阪新世代ラーメン・シビ辛・天津飯、ダイカイ特集! ネオってる!?大阪新世代ラーメンダイカイ（#223、#224） お母ちゃん大好き!大阪シビ辛ダイカイ!（#243、#244） 満を持して開催!大阪天津飯ダイカイ（#254、#255、#256） |
| 2021年6月2日  | 松本家の休日FINAL | 2019 - 2020年                                                                                        | DISC 2 | 玉造・天下茶屋・三ッ寺会館、飲み歩き特集! 環状線シリーズ!ちょい飲みタウン玉造駅（#226、#227） 安飲みの聖地!天下茶屋でガチャ飲み（#245、#246、#247） 心斎橋・三ッ寺会館（#230、#231、#232） |
| 2021年6月2日  | 松本家の休日FINAL | 2019 - 2020年                                                                                        | DISC 3 | キム姉の京都ぞっこん飯!松本家の親族&ご近所さん特集 番組5周年記念!ご近所さんとホームパーティー、松本家大パニック!お母ちゃんの最初の旦那がやって来た!（#237、#238、#239、#240） キム姉登場！京都ぞっこんメシ（#252） 帰ってきたキム姉京都ディープグルメ（#264） これまでくらってきたビリビリの数々をまとめた「ビリビリメモリアル」 |
| 2021年6月2日  | 松本家の休日FINAL | 購入者特典：「松本家の休日 関西おでかけMAP大全集!」 特典映像：「天王寺の悲劇」ディレクターズカット版 |        | |